# An Dzsonghvan
An Dzsonghvan (hangul: 안정환, handzsa: 安貞桓, RR: Ahn Jung-hwan; Paju (Paju), 1976. január 27. –) dél-koreai labdarúgó.
An a 2002-es világbajnokság Olaszország elleni mérkőzésén vált világhírűvé, miután a házigazda dél-koreai válogatott az ő két góljával ejtette ki a végső győzelemre is esélyesnek tartott Squadra Azzurrát, aminek köszönhetően akkori klubcsapata, az olasz élvonalbeli Perugia felbontotta a szerződését.
An pályafutása során légióskodott még a Metz, a Duisburg és a Dalian Shide csapatainál, valamint részt vett a 2006-os és a 2010-es világbajnokságon is.
Visszavonulása után a televíziózás világában helyezkedett el, több talk showt vezetett, valamint tévés szakkommentátorként tevékenykedik.

## Pályafutása
Pályafutását a Dél-koreai Puszan IPark csapatában kezdte, majd egy kölcsönszerződés keretében az olasz Perugia igazolta le a 200-2001-es idény előtt. Egy 2003-as interjúban An azt nyilatkozta, hogy csapattársai kiközösítették, a csapatkapitány Marco Materazzi pedig folyamatosan terrorizálta.
Miután a kölcsönszerződése lejárt megpróbált európai csapathoz igazolni,
végül ez nem sikerült, így a J-ligában szereplő Simizu S-Pulse csapatához szerződött. Egy idény után váltott és a szintén japán Jokohama Marinos játékosa lett. Bajnoki címet nyert az együttessel, majd ismét Európa felé vette az irányt és a francia Metzhez szerződött. Az akkor másodosztályú csapatban 16 bajnokin két gólt szerzett első idényében.

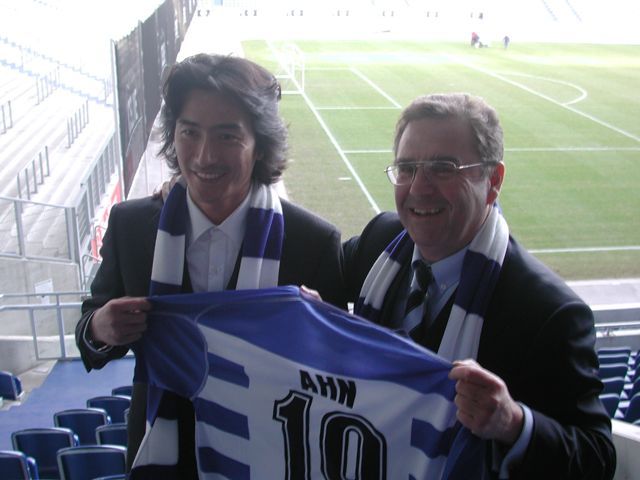
Ahn a MSV Duisburg mezével 2006-ban

A következő években csapatról csapatra vándorolt, de sehol sem tudott maradandót alkotni, megfordult a német Duisburgban, majd visszatért a nevelőegyütteséhez, és egy idényt eltöltött a Szuvon Samsung Bluewingsnél is.
Pályafutása vége felé ismét légiósnak állt, a kínai Dalian Shide igazolta le. Itt két évet töltött, a játék is ment neki, csapatkapitánynak is megválasztották. 2012. január 30-án jelentette be visszavonulását. Sokan őt tartják a valaha volt legjobb koreai labdarúgónak.

## Magánélete
An felesége az egykori Miss Korea Lee Hye-won. Két gyermekük van, Ahn Lee Won és Ahn Li Hwan. Beceneve a Gyűrük Ura (Lord of the Rings), ami annak is köszönhető, hogy jellegzetes gólöröme közben a jegy gyűrűjére adott csókot.
Modell alkata és kinézete miatt gyakran hasonlította a koreai média a színész Cha In-pyo-hoz, valamint több reklámkampányban részt vett.

## Sikerei, díjai

### Klub
- J-League Bajnok: 2004

### Egyéni díjai
- K-League Az év játékosa: 1999
- K-League Az év csapatának a tagja: 1998, 1999
- AFC Az év labdarúgója, jelölés: 2002

## Válogatott góljai
Dél-Korea válogatottjában szerzett találatai.
| #  | Dátum               | Helyszín  | Ellenfél                | Gólok száma | Eredmény   | Mérkőzés jellege                |
| -- | ------------------- | --------- | ----------------------- | ----------- | ---------- | ------------------------------- |
| 1  | 1999. június 12.    | Szöul     | Mexikó                  | 1 gól       | 1–1        | Korea Kupa                      |
| 2  | 2000. december 20.  | Tokió     | Japán                   | 1 gól       | 1–1        | Barátságos mérkőzés             |
| 4  | 2002. május 16.     | Puszan    | Skócia                  | 2 gól       | 4–1        | Barátságos mérkőzés             |
| 5  | 2002. június 10.    | Tegu      | USA                     | 1 gól       | 1–1        | 2002-es világbajnokság          |
| 6  | 2002. június 18.    | Tedzson   | Olaszország             | 1 gól       | 2–1 (h.u.) | 2002-es világbajnokság          |
| 7  | 2002. november 20.  | Szöul     | Brazília                | 1 gól       | 2–3        | Barátságos mérkőzés             |
| 8  | 2003. május 31.     | Tokió     | Japán                   | 1 gól       | 1–0        | Barátságos mérkőzés             |
| 9  | 2003. december 4.   | Tokió     | Hongkong                | 1 gól       | 3–1        | Észak-Ázsia kupa                |
| 11 | 2004. február 14.   | Ulszan    | Omán                    | 2 gól       | 5–0        | Barátságos mérkőzés             |
| 12 | 2004. június 9.     | Tedzson   | Vietnam                 | 1 gól       | 2–0        | 2006-os világbajnoki selejtezők |
| 13 | 2004. június 23.    | Csinan    | Egyesült Arab Emírségek | 1 gól       | 2–0        | 2004-es Ázsia kupa              |
| 14 | 2004. július 27.    | Csinan    | Kuvait                  | 1 gól       | 4–0        | 2004-es Ázsia kupa              |
| 15 | 2005. november 12.  | Szöul     | Svédország              | 1 gól       | 2–2        | Barátságos mérkőzés             |
| 16 | 2006. június 13.    | Frankfurt | Togó                    | 1 gól       | 2–1        | 2006-os világbajnokság          |
| 17 | 2006. augusztus 16. | Tajpej    | Tajpej                  | 1 gól       | 3–0        | 2007-es Ázsia kupa selejtező    |

## Válogatott szereplése
| Dél-Korea | Dél-Korea     | Dél-Korea |
| Év        | Pályára lépés | Gólok     |
| --------- | ------------- | --------- |
| 1997      | 3             | 0         |
| 1998      | 0             | 0         |
| 1999      | 4             | 1         |
| 2000      | 5             | 1         |
| 2001      | 4             | 0         |
| 2002      | 13            | 5         |
| 2003      | 7             | 2         |
| 2004      | 15            | 5         |
| 2005      | 6             | 1         |
| 2006      | 8             | 2         |
| 2007      | 0             | 0         |
| 2008      | 3             | 0         |
| 2009      | 0             | 0         |
| 2010      | 3             | 0         |
| Összesen  | 71            | 17        |

## Filmográfia

### Televízió
| Év        | Műsor                               | Szerep     | TV társaság                     | Időszak     |
| --------- | ----------------------------------- | ---------- | ------------------------------- | ----------- |
| 2013-     | Law of the Jungle in Himalayas      | Saját maga | Seoul Broadcasting System       | Vége        |
| 2014-     | World Cup Special Drawing Dream     | Saját maga | Munhwa Broadcasting Corporation | jelenleg is |
| 2014–2015 | Dad! Where Are We Going?            | Saját maga | Munhwa Broadcasting Corporation | Vége        |
| 2015      | Cheongchun FC Hungry Eleven         | Saját maga | KBS2                            | Vége        |
| 2015      | Guide                               | Saját maga | TVN (Dél-Korea)                 | Vége        |
| 2015      | The Human Condition                 | Saját maga | KBS2                            | Vége        |
| 2016      | Future Diary                        | Saját maga | Munhwa Broadcasting Corporation | Vége        |
| 2016–     | Please Take Care of My Refrigerator | Saját maga | JTBC                            | Jelenleg is |
| 2016–     | Cook Representative                 | Saját maga | JTBC                            | Jelenleg is |
| 2016–     | My Little Television                | Saját maga | MBC                             | Jelenleg is |

## Külső hivatkozások
- An Dzsonghvan a kleague.com oldalon
- Ahn Jung-hwan – National Team Stats at KFA (koreaiul)
- An Dzsonghvan – a FIFA adatbázisában
- An Dzsonghvan adatlapja a National-Football-Teams.com oldalon (angolul)

- Hivatalos weboldal
- Ahn Jung-hwan at cafe.daum.net